# Michel Frédéric Pillet-Will

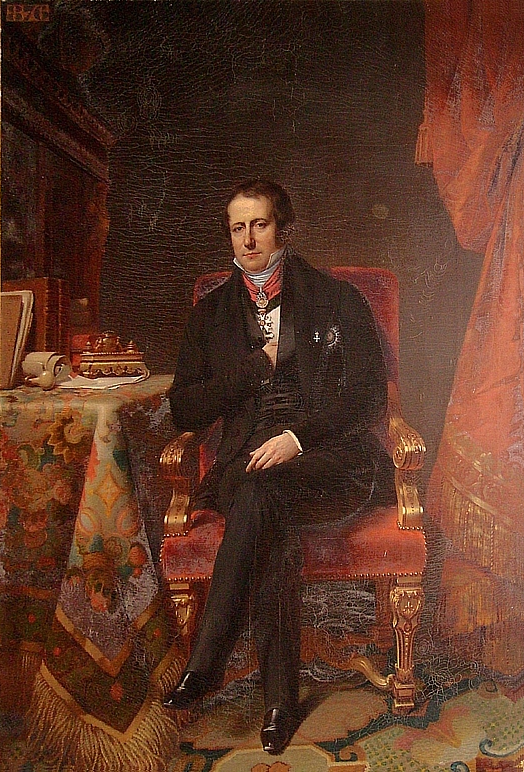
Michel Frédéric Pillet-Will

Michel Frédéric Pillet-Will (Montmélian, 16 augustus 1781 – Parijs, 11 februari 1860), was een bankier uit Savoye in het koninkrijk Sardinië die carrière maakte in Zwitserland en Frankrijk.

## Carrière
Michel Frédéric Pillet werd geboren in het hertogdom Savoye. In 1800 trad hij in dienst van de Banque Panchaud in Lausanne. Hij trad in het huwelijk met de dochter van bankier Will en naar Zwitsers gebruik voegde hij de achternaam van zijn echtgenote toe aan zijn naam. Hij werkte verschllende jaren voor de Banque Delessert-Will, alvorens een eigen zakenbank te stichten in Parijs. Hij was een van de oprichters van de Caisse d'Épargne in 1818. Als bankier investeerde hij in de industrie, de opkomende spoorwegen en wetenschappelijk onderzoek. In 1828 werd hij regent van de Banque de France.
Hij kreeg de titel van graaf van de koning van Sardinië. En hij werd commandeur in het Franse Legioen van Eer.
Zijn kleinzoon Frédéric Pillet-Will (1837–1911) werd gouverneur van de Banque de France.

## Cultuur
Pillet-Will was ook componist en hij schreef voornamelijk werken voor piano en viool. Hij financierde verschillende projecten in zijn geboorteplaats Montmélian. Zo bekostigde hij de bouw van verschillende fonteinen die voorzagen in de watervoorziening van de inwoners. De Fontaine Pillet-Will en de school École primaire Pillet-Will in Montmélian zijn naar hem genoemd.